# Tom Kristensen (autocoureur)
Tom Kristensen (Hobro, 7 juli 1967) is een Deens voormalig autocoureur. Hij won negenmaal de 24 uur van Le Mans, waarvan zes keer op rij. Hiermee is hij de meest succesvolle coureur ooit in deze race, waaraan hij zijn bijnaam "Mr. Le Mans" dankt.
Zijn racecarrière begon in 1984 in de karting waarin hij verschillende kampioenschappen won. Hij reed begin jaren 90 in Japan in de Formule 3 en in het Japanse Touring Car Kampioenschap. Hij werd kampioen Formule 3 in 1993 en tweede in het Japanse Touring Car Kampioenschap in 1992 en 1994. Hij werd zesde in de Formule 3000 in 1996 en 1997. Dat jaar won hij ook zijn eerste 24 uur van Le Mans in een Porsche van het Joest Racing team.
Hij kon testen in de Formule 1 voor Tyrrell in 1997 en 1998 waarna hij testen ging uitvoeren voor Michelin. Hij was derde in de STW Cup in Duitsland in 1999 en zevende in het British Touring Car Championship in 2000. Die jaren was hij ook winnaar van de 12 uren van Sebring.
Van 2000 tot 2005 won hij opnieuw jaarlijks de 24 uur van Le Mans. De eerste drie jaar met Audi, als teammaat van Frank Biela en Emanuele Pirro. Sinds Jacky Ickx in 1977 kwam het niet mee voor dat een rijder drie jaar op rij de 24 uur van Le Mans won. In 2003 won hij de race met een Bentley. De twee jaren erna won hij de race opnieuw in een Audi. Het eerste jaar voor het Japanse Team Goh, het tweede jaar voor een Amerikaans team, ADT Champion Racing. In 2006 werd Kristensen derde in de nieuwe Audi R10 voor Audi Sport Team Joest.
Op 22 april 2007 was hij betrokken in een zwaar ongeluk op de Hockenheimring. Het leek er even op dat zijn deelname in de 24 uur van Le Mans in het gedrang ging komen maar Kristensen herstelde snel en hij kreeg de toestemming om te racen. Hij reed de race niet uit door de crash van teammaat Rinaldo Capello.
Op 15 juni 2008 was Tom Kristensen, samen met Dindo Capello en Allan McNish wederom winnaar van LeMans voor Audi. In 2013 was hij opnieuw de sterkste en won hij voor de negende keer, ditmaal in de R18 met zijn teamgenoten Allan McNish en Loïc Duval, wederom in dienst van Audi Sport Team Joest.
Op 19 november 2014 maakte hij bekend dat hij zich zal terugtrekken uit de professionele motorsport. Voor Kristensen was de 6 uur van Sao Paulo op 30 november 2014 de laatste race uit zijn actieve loopbaan als coureur.